# 능금나무
능금나무(학명: Malus asiatica 말루스 아시아티카[*], 영어: Chinese pearleaf crabapple)는 장미과의 과일 나무이다. 한국에 자생하는 야생 사과나무로, 열매는 능금이다.
강원도 인제군의 능금이 맛의 방주에 등재되어 있다.

## 어원
능금은 사과 또는 능금을 뜻하는 중국어 ‘임금(林檎)’에서 비롯했다. 고려를 기록한 《계림유사》(12세기)에 임금(林檎)이란 표현이 등장하며, 《훈몽자회》(1527)에는 ‘니ᇰ금’이라는 표기가 수록되어 있다. ‘사과’를 뜻하는 일본어 ‘링고(林檎, りんご)’에도 대응한다. 19세기까지는 능금나무와 사과나무(Malus domestica)를 따로 구분하지 않고 크기 등의 차이로만 구분해서 불렀으나, 20세기 초 능금나무가 다른 종으로 분류된 뒤에 ‘능금’이라는 단어는 Malus asiatica를 부르는 말로 정착하였다.

## 분포
한국과 중국이 원산지이다. 대한민국의 능금나무 분포지는 서울(노원구, 서초구, 중구), 경기도(부천), 강원특별자치도(양양, 평창), 대구(동구, 북구, 수성구), 경상북도(울릉), 경상남도(밀양시, 창원시)이다.

## 특징
낙엽 활엽 소교목으로, 키는 10m 정도로 자란다.
줄기는 곧게 서며, 원뿔모양의 수형을 이룬다. 가지는 홍갈색이고, 일년생 가지에 털이 빽빽히 난다.
잎은 어긋나기한다. 잎 모양은 난형(달걀모양) 또는 타원형이며, 길이 5~11cm, 폭 4.5~5cm 정도이다. 잎끝은 첨두(뾰족끝)이며, 잎밑은 예저(뾰족밑) 또는 원저(둥근밑)이고, 잎가장자리에는 잔톱니가 있다. 잎표면에 잔털이 있으나 점차 없어지며, 뒷면에는 솜털이 있다. 잎자루는 길이 1~4cm 정도이며, 털이 있다.
꽃은 암수한그루로, 분홍색 꽃 4~7개가 5월에 짧은 가지에 산형(우산모양)으로 핀다. 꽃받침조각은 뒤로 젖혀지며, 광피침형(넓은 바소모양)으로 길이는 6~9mm 정도이며, 양면에 융털이 있다. 꽃자루는 길이 1.8~2.8cm 정도이며 털이 있고, 꽃부리는 지름 3~4cm이며 연한 홍색을 띤다. 꽃받침통은 종형(종모양)이며 털이 있고 길이는 4mm이다. 꽃잎은 연한 홍색이고 타원형 또는 도란상(거꿀달걀모양) 타원형으로, 밑부분이 좁으며 길이는 13~16mm이다. 수술은 길이 5~10mm이고, 암술대는 5개로, 밑부분이 합쳐지며 털이 있다.
열매인 능금은 지름 4~5.5cm로, 10월에 황홍색으로 익으며 겉에 흰가루가 덮여 있다. 꽃받침의 기부가 혹처럼 부푼 것이 사과와 다르다.

## 재배
한국과 중국에서 과수로 재배한다.

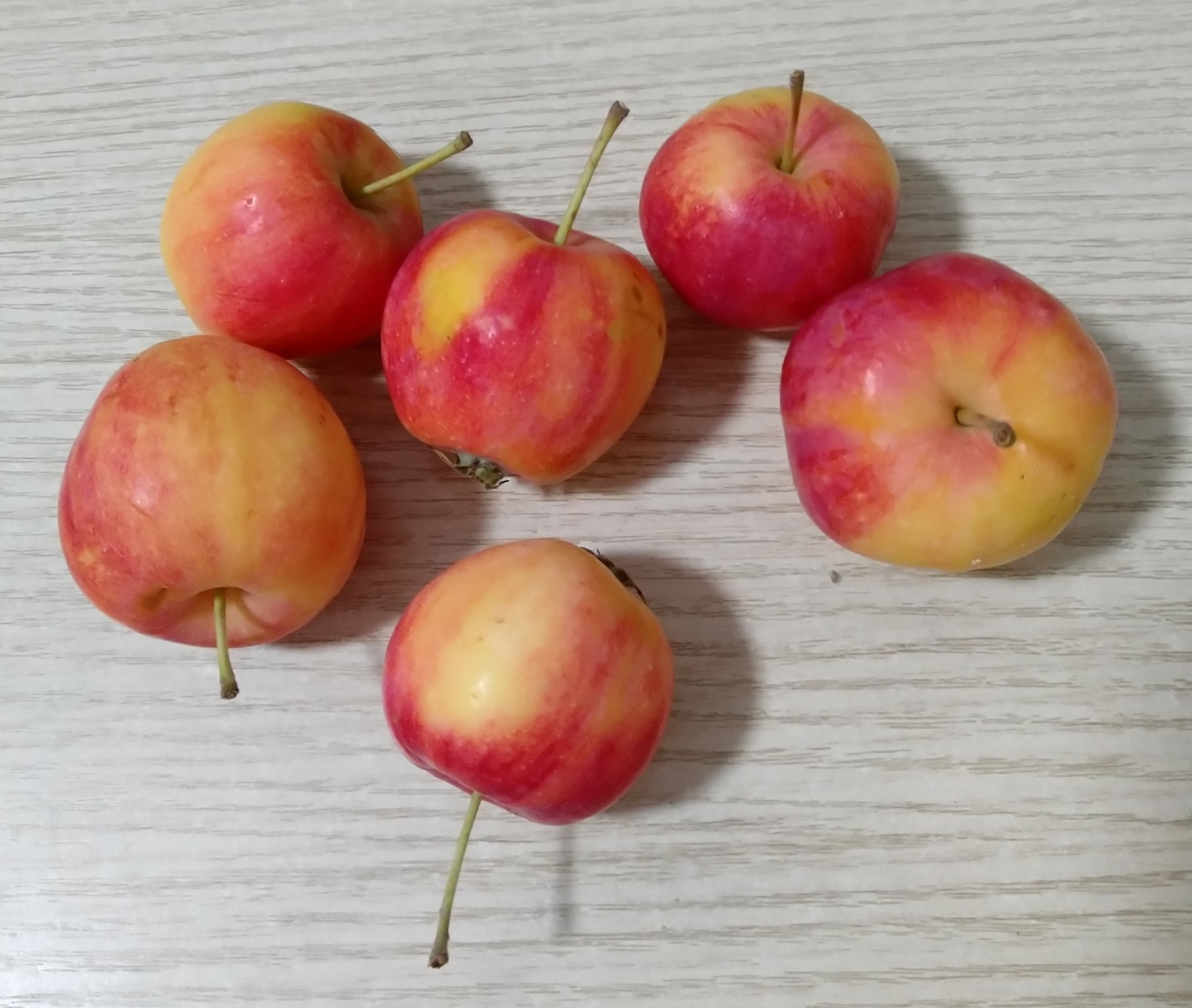
능금 열매.

능금나무는 내한성이 강하여 전국 어디에서나 잘 자라는 양수로, 화강암계, 화강편마암계, 변성퇴적암계, 경상계 등의 토질을 선호하며, 내건성이 약하나 공해에는 강하다.
봄에 씨를 심기도 하지만 접붙이기하는 경우가 더 많은데, 대목으로는 아그배나무나 야광나무 등이 쓰인다.

## 이용
능금나무는 정원에 관상용으로 많이 심는 원예 식물이다. 방향성 나무이므로 향료를 뽑아 화장품의 원료로 쓰기도 한다.
열매인 능금은 단맛과 신맛이 어우러진 과일로, 날것으로 먹기도 하고, 잼이나 주스를 만들어 먹거나 제과에 쓰기도 한다. 한의학에서 열매는 임금(林檎), 뿌리는 임금근(林檎根), 잎은 화홍엽(花紅葉)이라 부르며 약재로 쓴다.